# Anarcs
Anarcs (hongrois : Anarcs [ˈɒnɒrt͡ʃ]) est une localité hongroise située dans le comitat de Szabolcs-Szatmár-Bereg.

## Site et localisation

### Topographie et hydrographie
Anarcs est située dans la partie nord-est du comitat de Szabolcs-Szatmár-Bereg, au cœur de la région du Nyírség, à proximité de Kisvárda, dont elle se trouve à 5 kilomètres au sud-sud-est. Les localités voisines incluent Pap, à 9 km au nord-est, Nyírlövő, à 14 km dans la même direction, Lövőpetri, à 10 km à l'est, Szabolcsbáka, à 5 km au sud-est, Gyulaháza, à 6 km au sud, et Ajak, située à seulement 4 km à vol d'oiseau vers l'ouest, bien que la distance routière soit de 12 km.  

## Histoire
Les découvertes archéologiques datant du Néolithique témoignent d'une occupation humaine ancienne dans la région d'Anarcs.  
Au cours de l'époque Árpádienne, la localité fut mentionnée dans une charte de 1212 comme faisant partie des villages environnants de Zsurk. En 1270, des documents la citent sous la forme Onorch, indiquant qu'elle appartenait alors à la famille Tegzes d'Anarcs. Elle passa ensuite successivement aux Báthory, aux Nyáry, puis, sous le règne de Ladislas IV, elle fut mentionnée sous l'appellation Onorcs. Au XVe siècle, elle fut la propriété de la famille Bacskay, avant d'être transmise vers la fin du siècle aux Várday.  
Plus tard, jusqu'au milieu du XIXe siècle, les Kutyori, Czóbel et Szerencsy en furent les principaux propriétaires. Au début du XXe siècle, les terres d'Anarcs étaient aux mains de Margit Mednyánszky, épouse d'István Czóbel, ainsi que de György Rézler et Erzsébet Eisenberger.  
Deux manoirs furent construits dans la localité : l'un fut érigé par László Czóbel, tandis que l'autre fut bâti par la famille Teleki.  
Au début du XXe siècle, Anarcs faisait partie du district de Kisvárda dans le comitat de Szabolcs. En 1910, la population s'élevait à 1 523 habitants, dont 1 516 Hongrois. Sur le plan religieux, la répartition était la suivante : 817 réformés, 334 catholiques romains et 268 catholiques grecs.  

## Population

### Minorités culturelles et religieuses
En 2001, la population d'Anarcs était composée à 98 % de Hongrois et à 2 % de Roms.  
Lors du recensement de 2011, 93,9 % des habitants se déclaraient Hongrois, 4,1 % Roms et 0,2 % Ukrainiens (6,1 % n'ont pas répondu ; en raison des identités multiples, le total peut dépasser 100 %). La répartition religieuse était la suivante : 22 % catholiques romains, 44,5 % réformés, 18,9 % catholiques grecs, 2,3 % sans appartenance religieuse, tandis que 11,6 % n'ont pas répondu.  
En 2022, 91,8 % de la population se déclaraient Hongrois, 2,8 % Roms, 0,4 % Ukrainiens, 0,4 % Roumains, 0,2 % Allemands, tandis que 0,1 % des habitants se déclaraient respectivement Polonais, Arméniens, Bulgares, Slovaques et Slovènes. De plus, 1,7 % appartenaient à une autre nationalité étrangère, et 8,5 % n'ont pas répondu.  
Concernant l'appartenance religieuse, 13,8 % étaient catholiques romains, 37,4 % réformés, 16,6 % catholiques grecs, 1 % autres chrétiens, 0,1 % juifs, 0,1 % orthodoxes, 4,4 % sans appartenance religieuse, tandis que 26,3 % n'ont pas répondu.  

## Équipements

### Réseaux extra-urbains
La localité est traversée par la route 4108, qui relie Kisvárda à Vásárosnamény, offrant un accès depuis ces deux villes. Elle est également connectée à la région de Baktalórántháza par la route 4105.  
Aucune ligne ferroviaire ne dessert directement Anarcs.  

## Patrimoine local
L'église réformée d'Anarcs, de style gothique, fut construite en 1275, à l'époque Árpádienne. Elle abrite une crypte funéraire où reposent plusieurs figures notables, dont Imre Czóbel, László Czóbel, Albert Czóbel, la baronne Leopoldina Vécsey, János Vay et la comtesse Borbála Teleki.  
La chapelle catholique romaine fut édifiée en 1792 à l'initiative de la comtesse Borbála Teleki.  
Anarcs compte également plusieurs édifices historiques, dont le manoir Czóbel, une demeure de style néoclassique, ainsi que la Teleki-Rabovay-kúria.  
Le village est également le lieu de sépulture de la poétesse Minka Czóbel, dont le monument funéraire est un élément marquant du patrimoine local.  
Un artefact unique, connu sous le nom de disque de tresse d'Anarcs, fut découvert en 1899 sur les terres d'Imre Czóbel, lors de travaux agricoles dans un vignoble. Trois tombes datant de l'époque de la conquête hongroise y furent mises au jour, dont l'une, probablement celle d'une femme de haut rang, contenait un disque en argent doré représentant l'arbre de vie.  

## Personnalités liées à la localité
Parmi les personnalités liées à Anarcs figurent Minka Czóbel (1855–1947), poétesse et traductrice ; József János Kalinák, qui fut maire de la localité pendant trente ans, de 1990 à 2019 ; ainsi que Péter Török (1951–1987), footballeur international hongrois.  